# خيم
خيم: إحدى مراكز محافظة محايل. تقع في شرق المحافظة على مسافة 50 كيلاً، ويقطنها 126 نسمة.